# Tanycarpa gracilicornis
Tanycarpa gracilicornis är en stekelart som först beskrevs av Christian Gottfried Daniel Nees von Esenbeck 1812.  Tanycarpa gracilicornis ingår i släktet Tanycarpa och familjen bracksteklar. Arten är reproducerande i Sverige. Inga underarter finns listade i Catalogue of Life.